# Kultura tagarska
Kultura tagarska (ros. Тагарская культура, trb. Tagarskaja kultura) – kultura archeologiczna z początku epoki żelaza, rozwijająca się w VII–II wieku p.n.e. w dorzeczu górnego i środkowego biegu Jeniseju w południowej Syberii w Rosji.
Najwięcej stanowisk kultury tagarskiej znanych jest z okolic Minusińska. Nazwa pochodzi od wyspy Tagarskiej na Jeniseju koło Minusińska.
Ludność kultury tagarskiej zajmowała się rolnictwem i hodowlą oraz rzemiosłem. Na równi z życiem osiadłym występowało koczownictwo. Od około V wieku p.n.e. zaczęła rozwijać się metalurgia żelaza, a odlewy z brązu osiągnęły wtedy największa doskonałość. Tagarscy rzemieślnicy wykonywali broń, ozdoby, przedmioty codziennego użytku – garnki, zwierciadła. Wyroby te docierały na tereny wschodniej i zachodniej Syberii oraz wschodniej Europy. Z kulturą tagarską wiążą się ryte rysunki naskalne, przedstawiające wojowników, osiedla i pasące się stada. Znane są też pozostałości osiedli, kopalni miedzi oraz cmentarzyska ludności tej kultury.
Ludność kultury tagarskiej chowała swoich zmarłych w dwojaki sposób: wodzowie i wielmoże chowani byli w kurhanach, szeregowi członkowie społeczności w mogiłach zbiorowych. Kurhany były usypane z ziemi i otoczone czworokątnym ogrodzeniem z wysokich kamieni. Odnaleziono tam liczne elementy uzbrojenia jak czekany, topory, sztylety, groty strzał, a także uprzęże i ozdoby wykonane w stylu zoomorficznym (zwierzęcym) i wykazujące zbieżności z kulturą nadczarnomorskich Scytów i plemion Saków. Zmarłych chowano w drewnianych skrzyniach przykrytych płytami kamiennymi.
Pod względem antropologicznym przedstawiciele kultury tagarskiej reprezentowali typ europeidalny, zbliżony do ludzi kultury afanasjewskiej, andronowskiej i Scytów nadczarnomorskich.